# Akodon polopi
Espèce
Synonymes
- Akodon (Akodon) polopi Jayat & al., 2010[1]

Statut de conservation UICN

 LC  : Préoccupation mineure
Akodon polopi est une espèce de rongeurs de la famille des Cricetidae endémique d'Argentine. 

## Systématique
L'espèce Akodon polopi a été décrite en 2010 par J. Pablo Jayat (d), Pablo E. Ortiz (d), Jorge Salazar-Bravo (d), Ulyses F. J. Pardiñas (d) et D'Elía (d).
Cette espèce est un synonyme d’Akodon viridescens, décrit par Janet K. Braun (d) et son équipe la même année,.

## Étymologie
Son épithète spécifique, polopi, lui a été donnée en l'honneur de Jaime José Polop de l'université nationale de Río Cuarto (d) (Córdoba, Argentine) en remerciement de sa contribution à la connaissance de l'écologie des rongeurs du centre de l'Argentine. Par ailleurs, Polop a collecté nombre de spécimens utilisés pour la description de cette nouvelle espèce.

## Publication originale
- (en) J. Pablo Jayat, Pablo E. Ortiz, Jorge Salazar-Bravo, Ulyses F. J. Pardiñas et Guillermo D'Elía, « The Akodon boliviensis species group (Rodentia: Cricetidae: Sigmodontinae) in Argentina: species limits and distribution, with the description of a new entity », Zootaxa, Magnolia Press (d), vol. 2409, no 1,‎ 24 mars 2010, p. 1 (ISSN 1175-5334 et 1175-5326, OCLC 49030618, DOI 10.11646/ZOOTAXA.2409.1.1, lire en ligne).